# 2142 Landau
2142 Landau eller 1972 GA är en asteroid i huvudbältet som upptäcktes den 3 april 1972 av den ryska astronomen Ljudmila Tjernych vid Krims astrofysiska observatorium på Krim. Den har fått sitt namn efter den sovjetiske nobelpristagaren Lev Landau.
Asteroiden har en diameter på ungefär 20 kilometer och den tillhör asteroidgruppen Themis.